# Герб Тракая
Герб Тракая (лит. Trakų herbas) — официальный символ города Тракай, утверждён Декретом президента Литвы № 818 от 23 января 1996 года. Автор эталонного изображения герба — Арвидас Каждайлис.

## Описание
В красном щите отрезанная голова Иоанна Крестителя с чёрными волосами и лицом телесного цвета.

## История
На старейшей городской печати 1491 года изображена голова Святого Иоанна Крестителя анфас. С начала XVIII века на печатях голова изображалась в профиль. В 1840 чиновники Виленской губернии, представляя герб департаменту герольдии Российской империи, отметили, что в гербе, вероятно, изображён неизвестный удельный князь. 
6 апреля 1845 вместе с другими гербами Виленской губернии утверждён герб города Троки и Тракайского уезда (ПСЗ, №19084): 

Щит разделен на две половины: в верхней помещён Виленский герб, в нижней, в золотом поле изображены крепостные ворота, над которыми поставлена дата — 1045 год и два крестообразно сложенных меча. 1045 год показывает время, когда город Троки был основан
18 марта 1860 года был представлен проект герба города по правилам оформления гербов (1857), разработанным геральдистом Российской империи Борисом Кёне:

В золотом щите червлёный замок с закрытыми воротами и двумя зубчатыми круглыми башнями, над ним два скрещённых красных меча. Щит венчает стенчатая корона, за щитом — золотые скрещённые молотки, соединённые Александровской лентой.

Городская печать Тракая 1491 г.
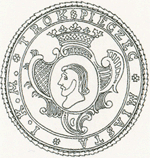
Городская печать Тракая 1777 г.
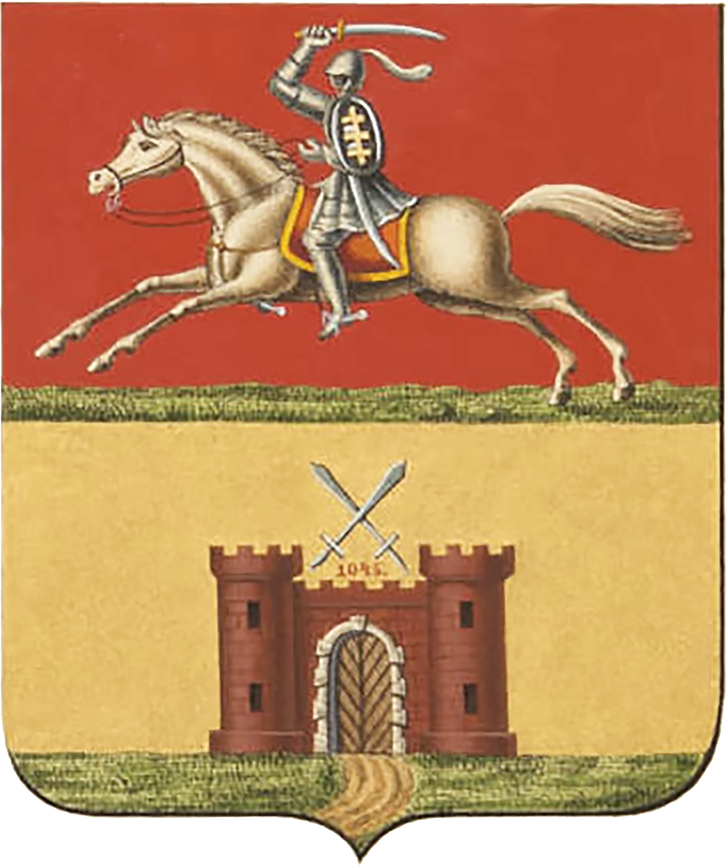
Герб города Тракай 1845 года
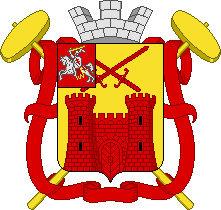
Проект герба 1860 г.
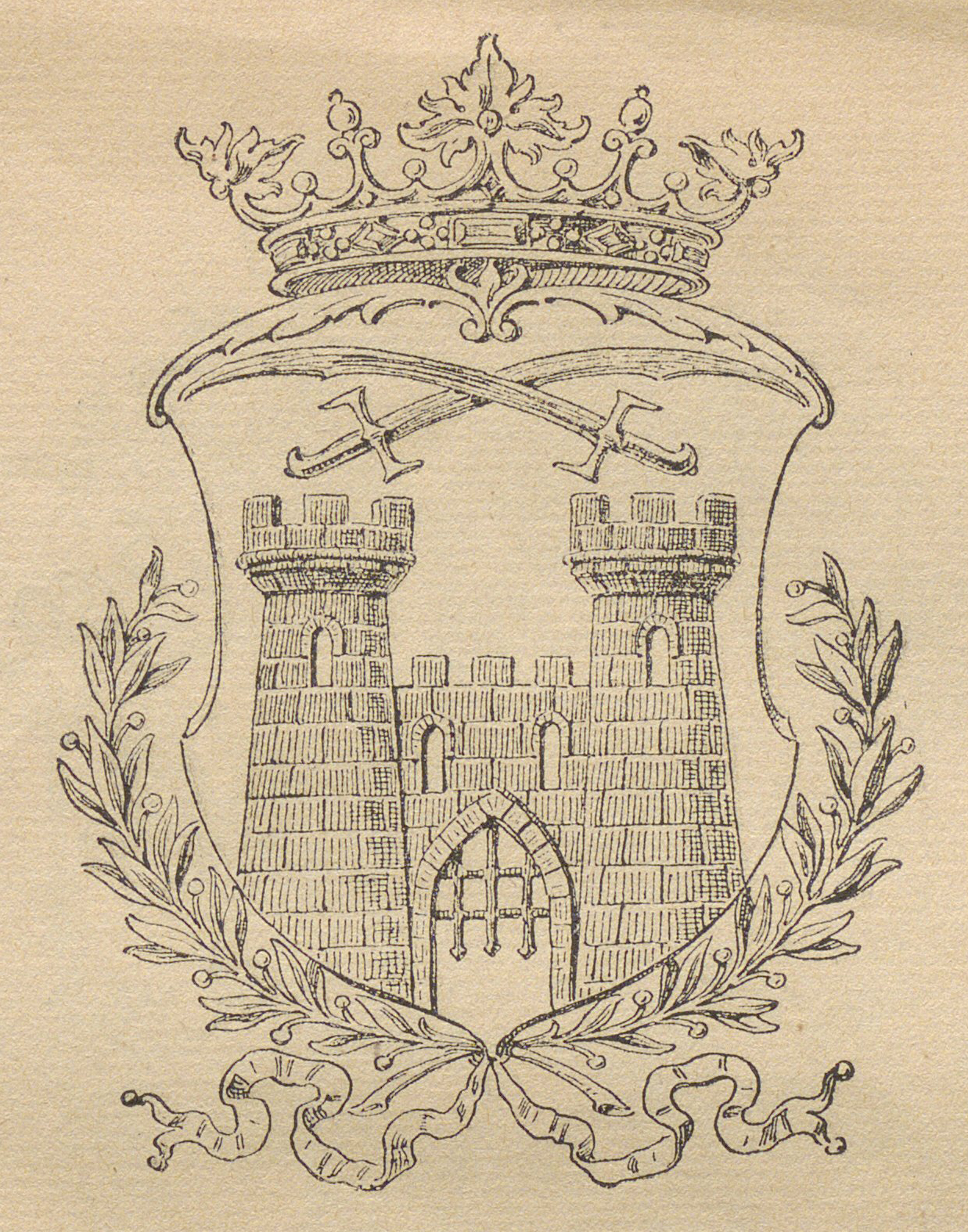
Рисунок Тадеуша Дмоховского, 1910 г.